# 胡湘 (嘉靖進士)
胡湘（1486年—1560年），字濟之，號丹崖，河南南陽府鄧州內鄉縣人，民籍，明朝政治人物。

## 生平
正德二年（1507年）丁卯科河南鄉試第六名舉人，嘉靖二年（1523年）中式癸未科會試第一百八十二名，三甲第二百五十一名進士。授大理寺右評事，升大理寺副、大理寺正，出為青州府知府，以母老請求歸養，丁母憂。服闋，起為寧國府知府，升山西按察司副使，二十二年（1543年）十二月考察免職。

## 家族
曾祖胡驥；祖父胡忠，封禮科右給事中；父胡瑞，都察院右副都御史。母李氏（封孺人）。慈侍下。從兄胡鴻（醫學訓科），弟胡瀚、胡泮、胡洋。